# Albert Nobbs

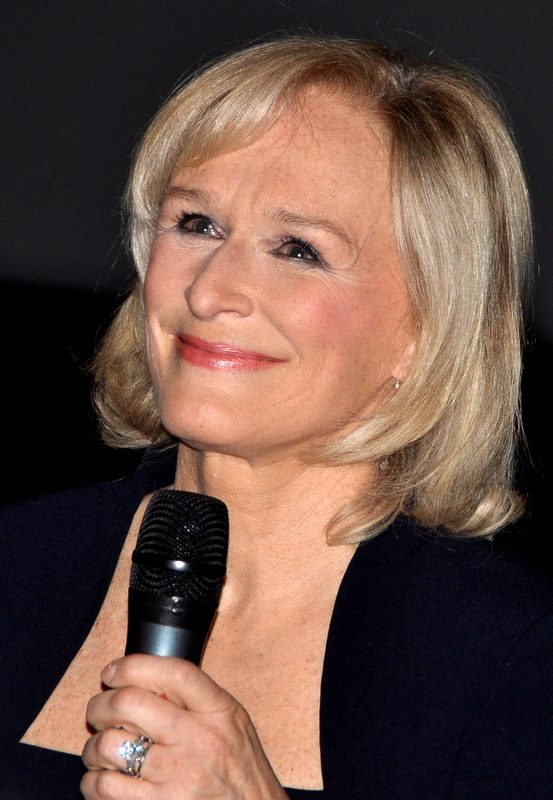
Hauptdarsteller, Hauptdarstellerin, Drehbuchmitautorin und Mitproduzentin in einer Person: Glenn Close

Albert Nobbs ist ein irisch-britisches Filmdrama mit Glenn Close aus dem Jahr 2011. Regie führte Rodrigo García. Der Film basiert auf einer Kurzgeschichte von George Moore.

## Handlung
Albert Nobbs arbeitet als Butler in dem Hotel von Mrs. Baker im Dublin des 19. Jahrhunderts. Hinter der Fassade des introvertierten, hart arbeitenden und sparsamen Mannes steckt in Wirklichkeit eine Frau, die in dem Rollenwechsel ihre einzige Chance sieht, ohne Familie und Ehemann zu überleben. Als Albert sein Bett für eine Nacht mit dem Anstreicher Hubert Page teilen muss, wähnt er seine Maskerade in Gefahr, bis sich herausstellt, dass Page ebenfalls eine Frau ist.
Page und Albert freunden sich an. Page ist (in der Männerrolle) mit Kathleen verheiratet und ermuntert Albert dazu, sich eine eigene Existenz aufzubauen. Albert verfügt über Kapital, da er seit langer Zeit Trinkgelder anspart. Er beginnt von einem eigenen Ladengeschäft für Tabak- und Süßwaren zu träumen und dabei seine jüngere Kollegin Helen Dawes an seiner Seite zu haben. Helen ist allerdings mit Joe zusammen, einem arbeitsscheuen Wichtigtuer, der Helen sogleich darauf ansetzt, Alberts Zuneigung auszunutzen, um ihm Geld aus der Tasche zu ziehen. Helen spielt dieses Spiel eine Zeitlang, doch als sich herausstellt, dass sie von Joe schwanger ist, gerät sie mit ihm in Streit. Albert will sie in Schutz nehmen und wird im Handgemenge von Joe so verletzt, dass er am folgenden Morgen tot aufgefunden wird. Mrs. Baker findet sein Notizbuch, in dem er seine Ersparnisse verzeichnet hat.
Einige Zeit später ist Mrs. Baker zu Geld gekommen und bietet Page an, für sie einen großen Auftrag auszuführen. Page ist nun allein, nachdem Kathleen in einer Typhus-Epidemie verstorben ist. Er unterhält sich mit Helen, die ihren Sohn Albert Joseph genannt hat und von Joe sitzengelassen wurde. Sie wird von Mrs. Baker dazu gezwungen, unentgeltlich zu arbeiten, ansonsten werde sie ihr Kind an die Behörden verraten und es werde ihr weggenommen. Page bietet ihr seine Hilfe an – dazu dürfe es nicht kommen.

## Kritiken
„Stilvoll inszeniertes Historiendrama, das die Geschlechtsproblematik von verschiedenen Seiten beleuchtet und seinen Protagonisten eine ambivalente Haltung zubilligt.“

„‚Albert Nobbs‘ ist, wenn man nur auf die Namen schaut, ein Film aus bester Familie. István Szabó, der ursprünglich auch Regie führen sollte, schrieb die Story, der irische Autor John Banville verfasste zusammen mit Glenn Close das Drehbuch. Und Rodrigo García ist der Sohn von Gabriel García Márquez. Wenn großes Kino eine Frage der Abstammung wäre, hätte hier ein Meisterwerk entstehen müssen. So kann man sich mit der Aussicht trösten, dass Glenn Close ihre Traumrolle jetzt hinter sich hat, wie Nicole Kidman mit falscher Nase in The Hours. Das Spiel geht weiter.“

## Auszeichnungen
Der Film war bei der Oscarverleihung 2012 in drei Kategorien nominiert:
- Beste Hauptdarstellerin – Glenn Close
- Beste Nebendarstellerin – Janet McTeer
- Bestes Make-up – Martial Corneville, Lynn Johnston und Matthew W. Mungle

Bei der Verleihung der Golden Globe Awards 2012 war der Film in den Kategorien beste Hauptdarstellerin (Glenn Close), beste Nebendarstellerin (Janet McTeer) und bester Filmsong (Lay Your Head Down) nominiert, konnte aber keinen der Preise gewinnen. Beim Tokyo International Film Festival 2011 wurde Glenn Close als beste Hauptdarstellerin ausgezeichnet. Beim Filmfest homochrom in Köln und Dortmund erhielt Albert Nobbs 2012 einen Publikumspreis.